# Chthonius asturiensis
Chthonius asturiensis är en spindeldjursart som beskrevs av Beier 1955. Chthonius asturiensis ingår i släktet Chthonius och familjen käkklokrypare. Inga underarter finns listade i Catalogue of Life.